# Vyšší odborná škola zahradnická a Střední zahradnická škola Mělník

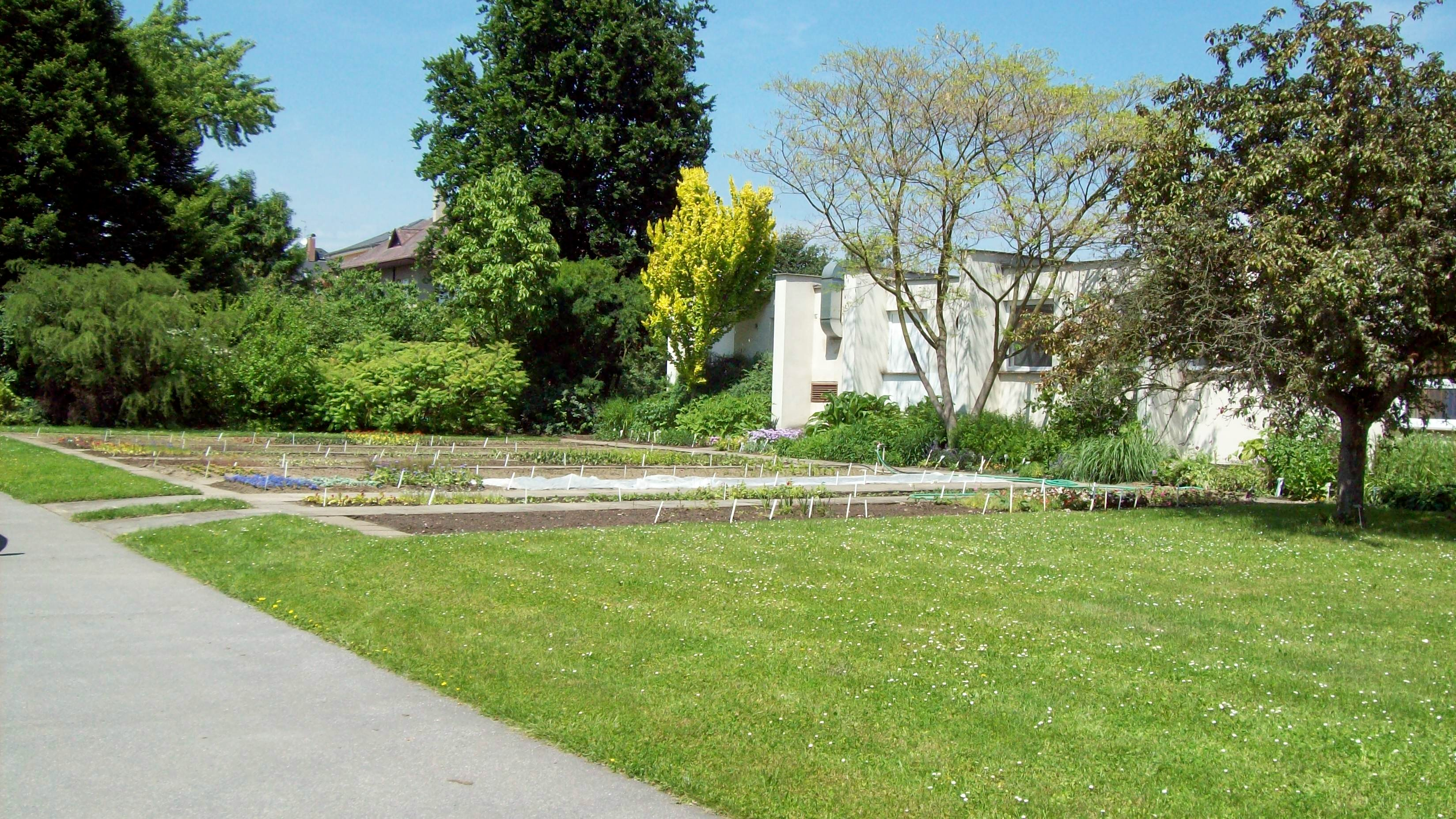
Areál školy.

Česká zahradnická akademie v Mělníku je střední odborná škola s maturitou a vyšší odborná škola ukončená absolutoriem.

## Historie

### Chronologienázvu školy
- 29. listopadu 1882 byla zřízena výnosem zemského výboru Království českého Vinařsko-ovocnická škola.
- 15. března 1885 bylo zahájeno vyučování a vyučovacím jazykem byla čeština.
- 1. září 1921 byla zahájena výuka na Státní vyšší ovocnicko-vinařské a zahradnické škole.
- 1. září 1949 byl otevřen 1. ročník čtyřletého studia Vyšší zahradnické školy.
- 1. září 1960 by název školy změněn na Střední zemědělská technická škola obor zahradnictví (SZTŠ).
- 1. září 1992 se název školy mění na Střední zahradnická škola (SZaŠ).
- 1. září 1996 byla zřízena rozhodnutí MŠMT ČR vedle SZaŠ také Vyšší odborná škola zahradnická (VOŠZa) se studijním oborem Zahradnická a krajinná tvorba.
- 1. září 2007 bylo zahájeno bakalářské studium v oborech Podnikání v zahradnictví a Zahradní a krajinářské úpravy jako společný projekt ČZU Praha a VOŠZa Mělník.
- 1. září 2012 byl název školy změněn na Česká zahradnická akademie Mělník- střední škola a vyšší odborná škola (ČZA Mělník)

### Vinařsko-ovocnická škola
Vznikla na základě výnosu zemského výboru Království českého 29. listopadu 1882. Výnos jímž byla ustavena má číslo 35932. Vznikla jako první škola tohoto typu s českým vyučovacím jazykem na území tehdejšího Rakouska-Uherska. Na rozdíl od podobné školy jež se nacházela v Litoměřicích, kde ale byla vyučovacím jazykem němčina. Jedním z jejich absolventů byl Václav Zákres, který svědomitě spravoval městské vinice na Mělníce. Český zemský sněm subvencoval ústav částkou 2000 zlatých, město Mělník dalo roční příspěvek 400 zlatých, okresní zastupitelstvo přispívalo ročně 200 zlatých a ministerstvo orby 200 zlatých. Následující citát dokumentuje zahájení vyučování 15. března 1885: 
| „ | ... a tak došlo 15. března roku 1885 po slavné mši v Chrámu Páně v čísle 48 v Husově ulici na Mělníce k slavnostnímu otevření vinařsko-ovocnické školy. Škola měla studenty naučit takovým dovednostem, aby uměli ve vinařství vinice zakládati, racionálně vzdělávati, opatrovati, výnos jejich zvyšovati a také při velkých vinicích jako vinaři a sklepmistři působiti, v ovocnictví uměli pěstovati stromy i keře ovocné, zakládati školky, štěpnice i sady. poznati druhy ovocné i jeho zužitkování, aby mohli jako samotní štěpaři působiti a plody všech druhů ovocných průmyslově zpracovati a racionálně zužitkovati. | “ |

Dne 22. června 1884 jmenoval zemský výbor definitivní kuratorium, jehož členy byli:
- Václav Haupt jako předseda
- Fr. Paris
- Ferdinand Lobkowicz
- Antonín Cílka ,zástupce zemského výboru
- Josef Pražák (okresní starosta a zemský poslanec)
- Josef Viktorin
- Václav Vávra
- Anton Nedoma, člen a delegát zemědělské rady

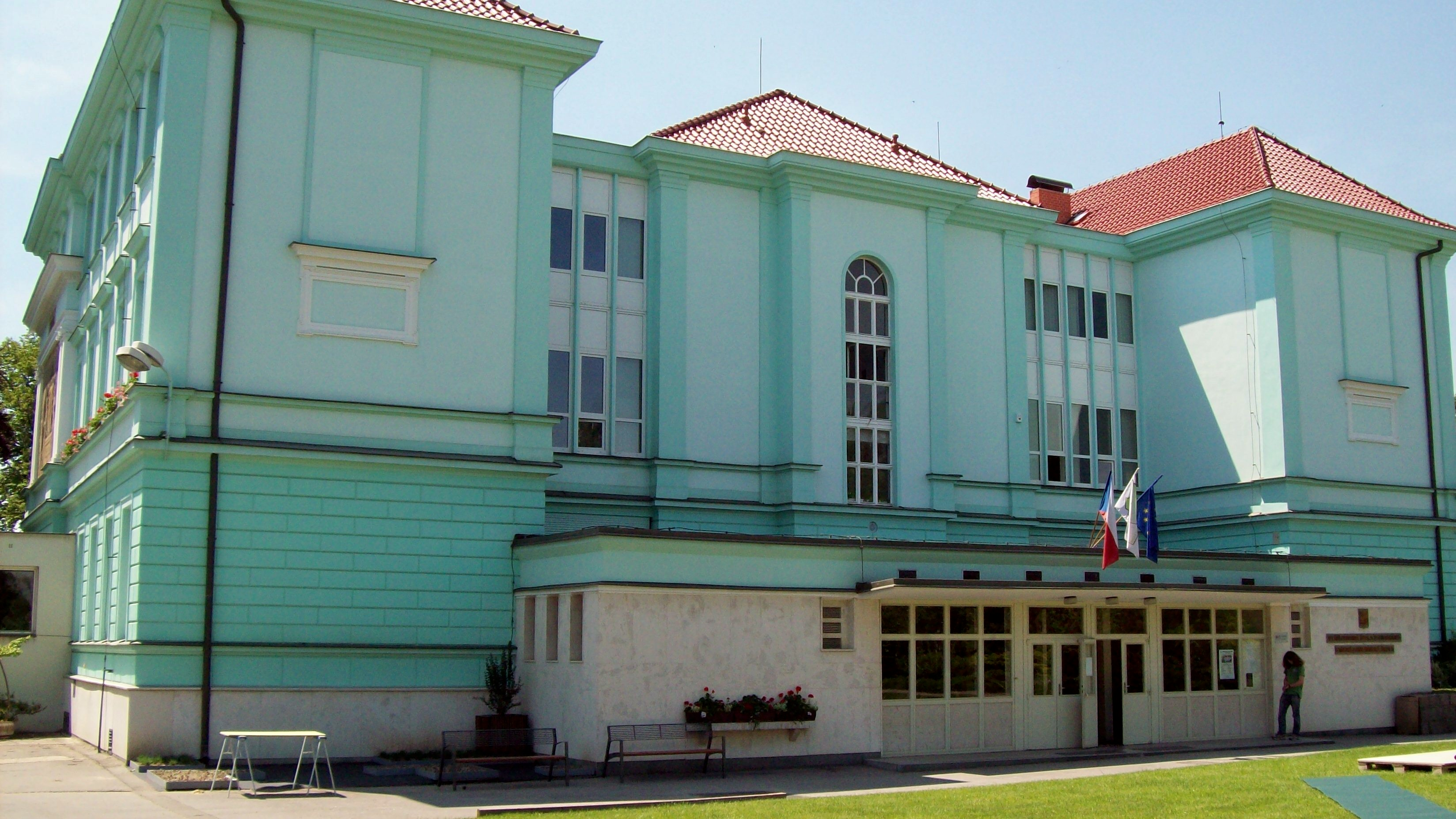
Vchod a atrium.

Do vlastní budovy se škola přemístila až v roce 1894, ta byla postavena podle projektu architekta Kamaráda na Polabí nákladem 20 000 zlatých. V roce 1895 byla před školou postavena stanice na zpracování ovoce a zeleniny s moderním technickým vybavením. V těmže roce byl vybudován 20 metrů dlouhý sklep na uskladnění 300 hl vína. Škola byla zřízena jako dvouletá a vyučování trvalo plných 37 let až do 30. června roku 1922. Za toto období škola vychovala asi 800 absolventů. Zakladatelem a prvním ředitelem byl Karel Fořt, který působil na škole 37 let. 1. září 1921 odešel do důchodu. Byl absolventem vinařské školy v Klosterneuburku, která se mu stala vzorem pro založení školy na Mělníce. Byl vynikajícím vinařským odborníkem a organizačně průbojným pracovníkem. V této době působnost školy překračovala české hranice. Na škole studovali i zahraniční studenti národnosti srbské, chorvatské, slovinské, ukrajinské, maďarské i bulharské. Dne 24. ledna 1921 bylo rozhodnuto o zřízení vyšší školy ovocnářsko vinařské a zahradnické a současně byl školou převzat zámek Neuberk v hodnotě 400 000 Kč.
Působil zde mimo jiné i Adolf Fišer, později ředitel Vinársko-ovocnickej školy v Modre na Slovensku.

### Státní vyšší ovocnářsko-vinařská a zahradnická škola

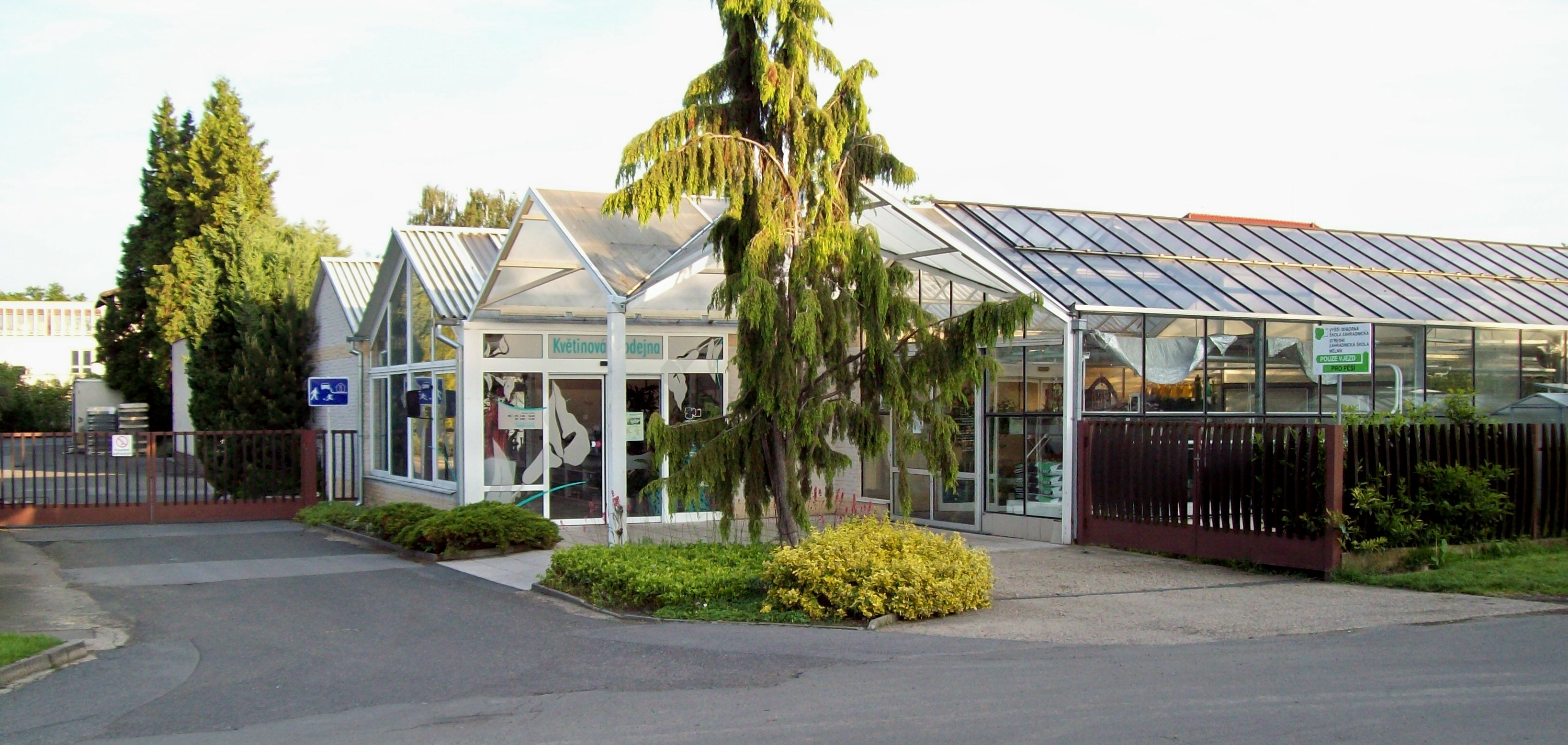
Vjezd do areálu školy.

Vznikla jako nástupce Vinařsko-ovocnické školy a jejím ředitelem byl jmenován PhDr. Jaroslav Smolák. Byl činný i kulturně jako hudebník, povznesl Pěvecko-hudební spolek Mělník na slušnou úroveň.
V roce 1927 byl na škole založen pokus s různými způsoby vedení a řezu na odrůdách Tramín červený, Portugalské modré, Chrupka bílá, Veltlínské červené a Sylvánské zelené. PhDr. Smolák odešel ze školy v roce 1931 a až do roku 1936 byl správou školy pověřen Ing. Jan Knotek. V letech 1936-1945 byl ředitelem školy Ing. Karel Sigit, v letech 1945-1949 Ing. Jan Burian a v letech 1949 až 1954 byl jejím ředitelem Ing. Jan Ožanka. Ředitel Ožanka byl nesmírně obětavý pracovník, který se v prvních poválečných letech zasloužil o rozvoj školy. Školní budova byla zvýšena o druhé poschodí a školnímu statku byl dán charakter velkovýrobní jednotky.

### Zemědělská technická škola oboru zahradnického
Pod tímto názvem existovala tato škola od roku 1952 až do roku 1991. Od roku 1954 byl jejím ředitelem Ing. Bohuslav Feix, absolvent školy z roku 1940, který na škole působil nejdříve jako učitel květinářství a zelinářství a později jako zástupce ředitele.
Bohuslav Feix byl ředitelem školy až do roku 1970. Svého času byl autorem učebnic květinářství. Po svém odchodu ze školy v roce 1970 (v důsledku politických událostí po roce 1968) pracoval jako zahradník a zemřel v roce 1977.

### Střední zemědělská technická škola oboru zahradnického
V roce 1960 došlo k drobné úpravě názvu školy na Střední zemědělská technická škola oboru zahradnického. Od roku 1970 řídil školu Ing. Karel Lill, absolvent školy z roku 1945. Ze školy přešel v roce 1979 do SOU Liběchov. Za dobu jeho působení proběhla úprava sklepních prostor. Od roku 1979 do roku 1991 řídil školu Ing. Rudolf Fiala. V roce 1985 byla provedena řada stavebních úprav, např. budovou nové jídelny. Od roku 1991 byl ředitelem školy Ing. Jan Macura.
V letech 1981-82 se skupina studentů školy stala předmětem zájmu Státní bezpečnosti (tzv. Akce Zahradník) kvůli účasti na křesťanských shromážděních, která organizoval P. Josef Dolista. Dva studenti byli v květnu 1982 několik dní před maturitou vyloučeni ze školy, dalším sedmi snížena známka z chování.

## Současnost
Na ČZA Mělník se vedle předmětů všeobecně vzdělávacích vyučují zahradnické odborné předměty:
- střední škola - květinářství, sadovnictví, ovocnářství, zelinářství, vinařství, floristika, ochrana rostlin, ekonomika a výpočetní technika
- vyšší odborná škola - obecná botanika, sadovnická tvorba, ateliéry, architektura a výtvarné umění, dendrologie, urbanismus, řízení podniku, aplikované právo, krajinářství a sadovnické květinářství

### Formy studia
- čtyřleté denní studium s maturitou pro žáky ze ZŠ a starší uchazeče
- vyšší odborné tříleté denní a čtyřleté dálkové studium pro maturanty oboru Zahradní a krajinná tvorba dokončené absolutoriem
- odborné kurzy - komplexní péče o dřeviny (jednoleté dálkové studium)

### Praktická výuka
Praktická výuka je zajišťována ve školním arboretu a v různých střediscích školního statku na Neuberku o rozloze 80 ha:
- květinářství
- zelinářství
- sadovnické realizace
- ovocnářství
- ovocné, okrasné a lesní školky
- vinařství

### Zahraniční praxe
Praktické znalosti a dovednosti si ve vyšších ročnících studenti doplňují v českých i zahraničních zahradnických firmách v Evropě (Švýcarsko, Rakousko, Spojené království a Nizozemsko) a ve Spojených státech amerických (Arizona a Pensylvánie). Projekty jsou realizovány ve spolupráci s partnerskými školami v rámci sítě evropských zahradnických škol Flornet.